# Re di Tredenus

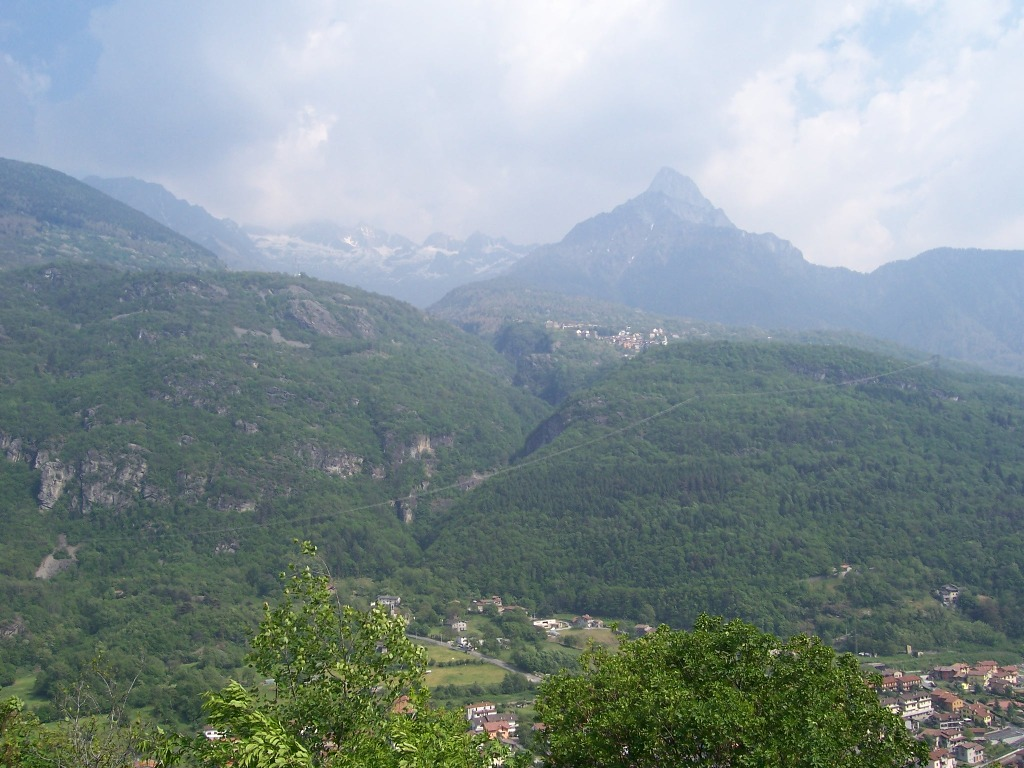
Vallata del Re

Il Re è un torrente della Val Camonica, in provincia di Brescia, lungo 9 km. Nasce dal Monte Frisozzo, nel Gruppo dell'Adamello.
Nella prima parte del suo percorso è chiamato semplicemente Tredenus, di seguito assume il nome Re fino a confluire nella sponda sinistra dell'Oglio all'altezza di Capo di Ponte. Anticamente è riportato come torrente Serio, che forma la Val Serio, e che raggiungeva l'abitato, oggi scomparso, presso Capo di Ponte di Zero (o Serio).
La dicitura "di Tredenus" è utilizzata solo per distinguerlo da altri torrenti dallo stesso nome, molto comune in Val Camonica.
I comuni attraversati sono Cimbergo e Capo di Ponte. È compreso nel Parco regionale dell'Adamello.